# Tipula phalangioides
Tipula phalangioides är en tvåvingeart som beskrevs av Alexander 1945. Tipula phalangioides ingår i släktet Tipula och familjen storharkrankar.
Artens utbredningsområde är Ecuador. Inga underarter finns listade i Catalogue of Life.